# Alma Juventus Fano 1906 2012-2013
Questa pagina raccoglie le informazioni riguardanti l'Alma Juventus Fano 1906 nelle competizioni ufficiali della stagione 2012-2013.

## Divise e sponsor
| 1ª divisa | 2ª divisa |

## Rosa
| N. |                   | Ruolo | Calciatore            |
| -- | ----------------- | ----- | --------------------- |
|    | Italia (bandiera) | A     | Diego Allegretti      |
|    | Italia (bandiera) | D     | Marco Amaranti        |
|    | Italia (bandiera) | P     | Alessandro Beni       |
|    | Italia (bandiera) | C     | Matteo Berretti       |
|    | Italia (bandiera) | D     | Matteo Boccaccini     |
|    | Italia (bandiera) | A     | Luca Bongiovanni      |
|    | Italia (bandiera) | C     | Umberto Cazzola       |
|    | Italia (bandiera) | C     | Tommaso Colombaretti  |
|    | Italia (bandiera) | D     | Riccardo Cossu        |
|    | Italia (bandiera) | C     | Girolamo D'Alessandro |
|    | Italia (bandiera) | A     | Umberto Del Core      |
|    | Italia (bandiera) | C     | Mattia Evangelisti    |
|    | Italia (bandiera) | A     | Filippo Fabbro        |
|    | Italia (bandiera) | D     | Enrico Fantini        |
|    | Italia (bandiera) | C     | Matteo Forabosco      |

| N. |                   | Ruolo | Calciatore               |
| -- | ----------------- | ----- | ------------------------ |
|    | Italia (bandiera) | C     | Vincenzo Giannusa        |
|    | Italia (bandiera) | A     | Tommaso Marolda          |
|    | Italia (bandiera) | D     | Ivan Merli Sala          |
|    | Italia (bandiera) | A     | Manuel Muratori          |
|    | Italia (bandiera) | D     | Alessio Petti            |
|    | Italia (bandiera) | C     | Ivan Piccoli             |
|    | Italia (bandiera) | C     | Daniele Proia            |
|    | Italia (bandiera) | P     | Francesco Proietti Gaffi |
|    | Italia (bandiera) | D     | Tommaso Romito           |
|    | Italia (bandiera) | D     | Simone Sbardella         |
|    | Italia (bandiera) | C     | Federico Sevieri         |
|    | Italia (bandiera) | C     | Pierangelo Tarantino     |
|    | Italia (bandiera) | A     | Davide Tonani            |
|    | Italia (bandiera) | C     | Massimiliano Trillini    |
|    | Italia (bandiera) | C     | Francesco Urso           |